# Bombningarna i Qahtaniya 2007
Bombningarna i Qahtaniya 2007 var en serie koordinerade bombattentat, utförda av självmordsbombare i staden Qahtaniya, belägen i Kurdistan, norra Irak. Attentaten som ägde rum 14 augusti 2007 ca 20.00 lokal var bland de blodigaste terrordådet under Irakkriget och krävde hundratals dödsoffer. Enligt de första uppgifterna dödades ca 200 människor, men siffrorna justerades sedan uppåt till 796. Dessutom skadades över 1 000 människor.
Attentaten riktade sig mot den kurdiska religiösa minoriteten yazidierna och var ytterligare ett i raden av mycket blodiga terrordåd som drabbat norra Irak under 2007. Norra Irak hade fram till 2007 annars varit relativt lugnt, åtminstone jämfört med våldet i Iraks centrala delar. Enligt de första uppgifterna hade självmordsbombarna använt sig 4 eller 5 lastbilar. Dessa uppgifter ändrades sedan till 1 tankbil och 3 personbilar. Totalt beräknas 2 ton sprängmedel ha använts. Förödelsen blev också enorm med hela kvarter totalt förstörda. De materiella skadorna blev än värre av att flertalet hus hade en undermålig konstruktion.

## Förövare
Såväl USA:s militär som de irakiska myndigheterna hävdade att det var terrornätverket Al-Qaida i Irak som var den mest sannolika förövaren. Denna grupp som anses vara nära knuten till Usama Bin Ladins Al-Qaida anses också ligga bakom flertalet av alla de bombattentat som skakat Irak sedan Irakkriget, enligt George W Bush, slutade 1 maj 2003 och som dödat tusentals och åter tusentals människor.
Syftet med det extrema våldet är troligen dels att visa USA och Iraks regering att de saknar kontroll över landet, dels att ytterligare öka splittringen mellan landets olika folkgrupper. Sedan februari 2007 pågår en stor amerikansk offensiv för att försöka kväsa upprorsgrupperna i huvudstaden Bagdad, hittills med blandade resultat.